# Nils Rosing Bull

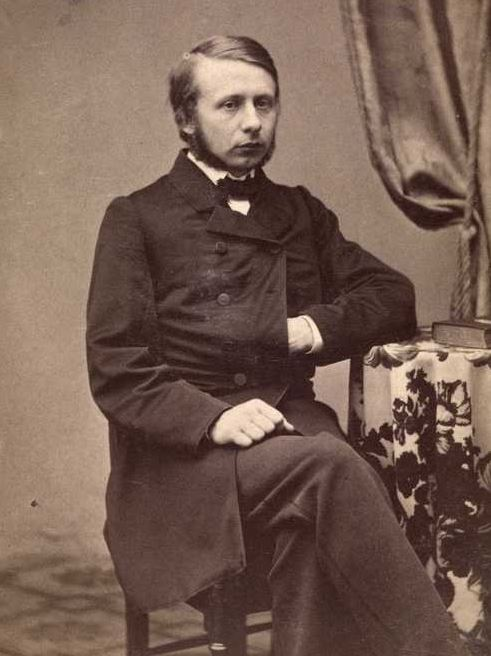
Nils Rosing Bull (1838–1915), foto från någon gång 1870–1880.

Nils Rosing Bull, född 11 juli 1838 i Bergen, död 31 januari 1915, var en norsk statistiker och personhistoriker.
Bull blev juridisk kandidat 1861 och anställdes 1863 i norska inrikesdepartementet. Han skötte en med anledning av folkräkningen 1875 upprättad tillfällig byrå, ingick 1878 som sekreterare i norska statistiska centralbyrån och blev 1889 byråchef för dennas avdelning B (befolkningsstatistik, kommunal- och valstatistik, topografisk statistik). Från 1873 redigerade han "Norges statskalender", som sedan 1877 utgavs på offentligt uppdrag. Han utgav vidare (1886) en stamtavla över sin släkt och medarbetade anonymt i dagspressen.